# Amittasaari
Amittasaari är en ö i Finland. Den ligger i sjön Äkäsjärvi och i kommunen Muonio i den ekonomiska regionen  Fjäll-Lappland  och landskapet Lappland, i den norra delen av landet, 900 km norr om huvudstaden Helsingfors. Öns area är 1,3 hektar och dess största längd är 210 meter i nord-sydlig riktning.